# Tierra prometida (álbum)
Tierra prometida es el segundo álbum en directo del cantautor chileno Ángel Parra como solista, lanzado originalmente en Canadá en 1975 y grabado en Toronto en diciembre de 1974.
Casi la totalidad de las canciones son compuestas por el propio Ángel, salvo una corta versión que interpreta de la canción popular «Coplas americanas».

## Lista de canciones
Toda la música compuesta por Ángel Parra, salvo que se indique lo contrario. 
| Tierra prometida |                                                     |             |          |  |
| N.º              | Título                                              | Música      | Duración |  |
| 1.               | «Cuando amanece el día»                             |             |          |  |
| 2.               | «El ferroviario»                                    |             |          |  |
| 3.               | «Recuerdas»                                         |             |          |  |
| 4.               | «Cuando cae un pobre»                               |             |          |  |
| 5.               | «El noticiero»                                      |             |          |  |
| 6.               | «Coplas americanas» (versión breve)                 | tradicional |          |  |
| 7.               | «Qué ha pasado con mi vida»                         |             |          |  |
| 8.               | «Tiple»                                             |             |          |  |
| 9.               | «Quién pudiera ver»                                 |             |          |  |
| 10.              | «Qué será de mis hermanos»                          |             |          |  |
| 11.              | «Quién me puede decir»                              |             |          |  |
| 12.              | «Vengo de un lugar»                                 |             |          |  |
| 13.              | «Tierra prometida»                                  |             |          |  |
| 14.              | «El poeta frente al mar»                            |             |          |  |
| 15.              | «Levántense, compañeros» (o «Levántese, compañero») |             |          |  |